# 85564 Emilia
85564 Emilia è un asteroide della fascia principale. Scoperto nel 1998, presenta un'orbita caratterizzata da un semiasse maggiore pari a 2,5701723 au e da un'eccentricità di 0,2740683, inclinata di 13,22020° rispetto all'eclittica.